# ラモス瑠偉
ラモス 瑠偉（らもす るい、Ramos Ruy、1957年2月9日 - ）は、ブラジル・リオデジャネイロ出身の元プロサッカー選手、サッカー指導者（JFA 公認S級コーチ）現役時代のポジションはフォワード、ミッドフィールダー、ディフェンダー。元日本代表。
帰化前の本名はRuy Gonçalves Ramos Sobrinho（ルイ〈フイ〉・ゴンサゥヴェス・ラモス〈ハモス〉・ソブリニョ）。愛称の「カリオカ」は「リオっ子（リオデジャネイロ人）」を意味し、出身地に由来する。「36歳85日」の日本代表最年長得点記録（2018年時点）を持つ。
1989年に日本に帰化した。長男はサッカー指導者のラモス・ファビアノ、長女は歌手のFABiANA。

## クラブ経歴

### ブラジル時代
1957年2月9日、ブラジルのリオデジャネイロから山側に70-80キロほどにあるメンデスという小さな町で、サッカー好きな公認会計士の父フーベンと母マリアのハモス家の、2男3女の第4子として出生した。父は大のサッカー好きであったが、母はサッカーがあまり好きではなく、息子フイのサッカー熱を嘆いていた。実家近くには、当たり前の様にサッカークラブがあり当たり前の様にサッカーに没頭した。兄らに混じって空き地や道路で球蹴りに興じ、定期巡回で訪れるサッカークラブのセレクションを幾度も受け続けたが、尽く不合格であった。
1966年9歳のとき、父が逝去。大きなショックを受け、父の死が受け入れられず憤慨し、一時家を飛び出す。当時住んでいた家は父親が会計士を務めていた会社の社宅だったため、実父の死亡に伴いリオから300キロ離れたサンパウロに住む叔母の家に引っ越す。1975年、高校2年のときに母が「フイの気が狂った」と呆れるほどに連日に渡り、膨大な試合に参加。全てはサッカーに対する情熱と、プロになり金を稼ぎたいという思いだった。高校に通うのを中断し、ほとんどの時間をサッカーとアルバイトに明け暮れ、アマチュアの大会などに参加していた。しかし見た目が細身だった事から、プロの選考はほぼ門前払い同然に終わっていた。18歳の終わり頃に、当時サンパウロ州1部リーグ中位から下位に位置していたサアジFCに加入した。1977年1月、19歳の時に、当時日本の読売サッカークラブ（現東京ヴェルディ）でプレーしていたサンパウロ州出身の日系二世選手の与那城ジョージにスカウトされた。母は「気が狂った」と息子フイの日本行きを嘆き呆れ、猛反対した。

### 日本サッカーリーグ時代
1977年4月、来日し、中央大学法学部（通信教育部）に入学し、20歳で読売クラブに加入した。当時のニックネームは、ラモスの細い肉体にちなんで「エンピツ」。読売サッカークラブへの加入動機は、「なんとしてでもサッカーで金を得る」ためであったが、来日早々よみうりランドのホテルでホームシックを患い、郷に帰りたいと涙するも、日本でプレーしていたブラジル人選手のカルバリオとマリーニョが、赤坂や六本木の繁華街にラモスと従兄弟のカルロス・ニコトラを連れ出したところ、「日本に来て良かった、もう帰る気は失せた」と大喜びした。JSL時代の登録名は「ラモス・ソブリニョ」。
ブラジル時代はDF（スイーパー）としてプレイしていたが、来日からしばらくはFWとしてプレーした。初めは若さに加えて日本語がわからなかったため、トラブルを起こしがちであった。1978年1月14日の対日産自動車サッカー部戦で、ラモスがファウルをし、相手選手が重大なファウルを受けたように痛がる演技をし、レッドカードでラモスが退場処分を受けた後に、当の相手選手が笑っているのを見て激怒し、その相手選手をグラウンドで追い掛け回したことで、異例ともいえる1年間の出場停止処分を受けた。1年間の出場停止が解け、復帰した直後の試合から1979年2試合連続ハットトリックを含む14得点7アシストを記録。得点王・アシスト王の二冠を獲得した。これは日本サッカーリーグ史上、釜本邦茂とラモスしか達成していない（Jリーグではアシストの個人表彰を行っていない）。この頃、サッカー好きの男友達の仲介で当時美大生だった清水初音がラモスと対面した。彼女にラモスは一目惚れした。ラモスは初音の母同伴の3人でデートをし、母も娘に影響され、ラモスに関する情報や記事を収集するようになった。清水初音とラモスは後に結婚することとなった。
1981年8月2日にオートバイ事故を起こし、左足のすねを複雑骨折し、選手生命の危機に陥った。このときの取り乱し方は尋常ではなく、病院に駆け付けた初音が手をつけられないほど、ポルトガル語で喚き散らし周囲にあたり散らしていた。入院生活を送る中、往復に4時間以上かけて病室に日参する初音に対し「二度と来るな!顔も見たくない。帰れ!!」と怒りをぶつけるも、それでも翌日また看病に訪れた初音に「（内心）降参した」とラモスの方が折れ、これらの献身的な看病に感激したラモスは、結婚を決意した。このケガにより1981年の後期を棒に振り、翌1982年シーズンには復帰できたものの1得点のみに終わった。さらに翌年の1983年には復活し、10得点で得点王を獲得した。
1984年2月、初音とブラジルサンパウロにて挙式し、結婚した。同年11月3日、古河電工戦で、両軍入り乱れての乱闘騒ぎを起こした。その後、他の選手は2試合の出場停止だったのにもかかわらず、ラモスに対しては翌年3月末までの出場停止という重い処分が下された。これらの背景には、プロ志向の強い読売クラブに対して日本サッカー協会や実業団チームからの妬みや反発が強く、読売クラブを代表してラモスが被害を受けたという面もあったとされている。
1985年、サントスFC、ウルグアイ代表、マレーシア代表を招いたキリンカップでは日本代表と並び、読売クラブが参加した。この大会でも読売クラブは単独チームとして世界のプロ相手に善戦した。ラモス個人もそのテクニックの高さを十分に証明し、日本国外クラブに勝てないどころか、読売クラブ戦にすら惨敗した日本代表とは対照的であった（当時日本代表レギュラーの約半分が読売クラブ出身であったため、つまり代表とはいえ「主力を半分」欠いたチームであった。）。
当時、外国人出場枠3人に対し4人の外国人選手を抱えていた読売クラブは、この問題を解消するため日本国籍の取得条件（滞在年数、日本人配偶者）を満たしていたラモスに日本への帰化を勧めていた。漠然とではあるがいずれは妻の初音を連れ、ブラジルで所帯を構えようと 考えていたラモスはこの帰化話を聞いてあまり良い顔をしなかったものの、よく考えた結果「妻（初音）の両親は快く一人娘をガイジンの俺にくれた、俺はとんでもない馬鹿野郎だった。何かの形で日本に恩返ししないとこれでは筋が通らない。」と猛省し、日本国籍取得の申請を届け出て1989年11月に日本国籍を取得した。本名の「Ruy」の当て字「瑠偉」は初音夫人の考案によるものである。
1986年に読売クラブがコーチとして招聘したジノ・サニ（1958年W杯優勝メンバー）の指導を受けてプレースタイルを変え、30歳前後からMFに下がり、引退したジョージ与那城に代わる司令塔として君臨した。1986-87シーズンより背番号10番を付け、1990年代初頭は二年連続の日本年間最優秀選手賞（1990年・1991年）、2年連続アシスト王、3年連続ベストイレブンとキャリア円熟期に達した。1990年、カルロス・アルベルト・ダ・シルバが読売クラブの監督に就任すると彼と衝突し、加茂周監督率いる全日空への移籍を公言する退団騒動を起こしたが、ペペ（ジョゼ・マシア）新監督の就任や加藤久の説得によりチームに残留した。

### ヴェルディ川崎と京都パープルサンガでの活躍。
1993年のJリーグの開幕により、読売サッカークラブからヴェルディ川崎（現・東京ヴェルディ1969）になっても、中心選手としてJリーグ創生期のクラブ黄金時代を支える活躍を続けた。空前のJリーグブームの真っ只中、人気者としてテレビCMにも出演し、年俸も6千万円超となり、母に家を贈った。同年7月10日、当時ガンバ大阪に在籍していた賈秀全からファウルを受けた際、報復行為として賈の顔面にボールを投げつけ、大乱闘となった。（ちなみにこのとき賈は退場処分となったが、ラモスはイエローカードを受けるにとどまった。)。Jリーグオールスターサッカーへの出場を経て、1993年8月4日の鹿島アントラーズ戦で決めた決勝ゴールがJリーグ初ゴールとなった。1994年、11月5日、2ndステージ18節の名古屋戦で決めた得点は、Jリーグ30ベストアウォーズのボレー/オーバーヘッド部門にノミネートされた。同年のサントリーチャンピオンシップヴェルディ川崎対サンフレッチェ広島F.Cの第2戦では、左脚肉離れの痛みに対し痛み止めを打ちながら強行出場した。この試合でラモスは後半35分にゴール前のこぼれ球をダイレクトで浮かし、ゴールキーパーの頭上を抜く芸術的なループシュートを決めて優勝を決定づけた この試合は共に読売クラブを支えた盟友加藤久の引退ゲームでもあった。なお、このループシュートは読売時代からの得意技で、ゲーリー・リネカーがこれを「ミスキック」と発言したことに本人は憤慨していたという。
1996年春、かつて自分に対して批判的なコメントをしていたエメルソン・レオンがヴェルディの監督に就任する事が決まると、移籍を志願、一度はレンタルでの浦和レッズ入りが決まりかけたが、川淵三郎からのサンガを薦められたこともあり、京都パープルサンガへ移籍する。移籍会見では「京都パープルサンガを関西ナンバーワンのチームにする」と宣言した。サンガでのデビュー試合となった、13節のジュビロ戦には通常の約2倍にあたる観客が集まるなど、大きな期待を集めた。サンガは関西ナンバーワンとはならなかったが、翌1997年夏にはラモスは古巣のV川崎に復帰した。
1998年11月14日の柏レイソル戦（日立柏サッカー場）で現役を引退した。41歳9ヶ月5日という最年長出場記録は2009年に中山雅史に抜かれるまで、Jリーグ記録であった。1999年8月には三浦知良や武田修宏、北澤豪などのヴェルディ・オールスターズとその他Jリーグチーム選抜軍による、Jリーグ初の（個人選手の）公認引退試合が国立霞ヶ丘競技場で開催された。この試合の最後の挨拶でファンに向けて「生まれかわっても、日本に来て、早く帰化して、ワールドカップへ出たい」と涙ながらに語った。

### 指導者として
2001年5月、Jリーグ入りを目指し、活動していた沖縄かりゆしFCのテクニカルディレクター（TD）に就任し。同クラブでは指導のほかにも人脈を活かしてチーム強化の面でも携わり、ときにはラモス自ら選手としてピッチに立った。2002年には参加初年度にして九州サッカーリーグに優勝したが、チーム運営をめぐる経営陣との対立から、同年10月に一方的にTDを解任された。同年末にはクラブへの不信を理由に所属選手のほとんどが退団する騒動に発展し、翌年に元選手らによりFC琉球が創設され、ラモスはそのチームの設立に協力した。
2004年10月にJリーグの監督を務めるために必要なJFA公認S級コーチライセンスを取得した。2005年、リオデジャネイロで開催される2005 FIFAビーチサッカーワールドカップに出場するビーチサッカー日本代表の監督に就任し、4位入賞（フェアプレイ賞も獲得）。同年9月13日、J1リーグで残留争いの真っ只中にあった柏レイソルのコーチに就任した。ラモスの古巣である東京VのJ2降格を決定させる試合の対戦相手コーチとして、ヴェルディに引導を渡す役目になるという皮肉な巡り合わせもあった。柏では監督の早野宏史よりもメディアに取り上げられるなど話題性はあったが、チームは東京Vと同じくJ2降格となり、ラモスはコーチを辞任した。
2006年からはJ2落ちした古巣の東京Vの監督に就任した。前年度のレギュラーの殆どを失うチーム状況の中、「1年でJ1復帰」を掲げ、J2に加えACL出場のため登録メンバーを大幅に増やして臨んだが日程は過密となり、前年からの課題であった守備面での不安を解消することができず、J2初年度は7位で終了したが、2007年も指揮を執ることが早々と決定した。
この年、チームはジュビロ磐田から実績あるベテランの名波浩と服部年宏を獲得した。在籍メンバー大半を入れ替える大型補強を行い、開幕前にはJ1昇格候補の筆頭に挙げられた。体制発表の際にクラブの萩原代表から、圧倒的な強さを見せられなかった場合は監督の早期解任の可能性が示唆されており、監督ラモスは背水の陣で臨むシーズンとなった。開幕5試合で4勝1分とスタートダッシュに成功したが、その後課題の守備面の不安が露呈し連敗を重ね、第7節（アビスパ福岡戦）から第12節（サガン鳥栖戦）まで6連敗を喫し、「（この先）2連敗なら解任」と提示される厳しい状況に追い込まれた。しかし翌第13節（水戸ホーリーホック戦）も大敗を喫しクラブワーストタイの7連敗となり、しかも不調かつ未勝利の水戸に1-5という大量得点での今期初白星を献上したという失態に、「次節の結果に関係なく解任濃厚。後任はコーチの柱谷哲二の昇格が有力。」と報道された。しかし、続く第14節（京都サンガF.C.戦）では4-1と大勝し、一転続投が決まった。
その後こだわり続けた4-4-2から3-5-2へとシステムを変更し、守備の立て直しを図り、以後は安定して勝ち点を得られるようになった。9月頃からはフッキを1トップに据えた4-5-1へとシステムを変更したがこれが功を奏し、8連勝を記録するなど追い上げを見せ、2位でシーズンを終了したことにより、監督ラモスは東京VのJ1復帰を成し遂げた。なお、J1昇格を決めたセレッソ大阪戦は、監督に就任してちょうど100試合目（リーグ、ACL、天皇杯を含め）であった。シーズン終了後に監督を退任した。同年9月15日、母がリオデジャネイロの病院で心臓発作のため82歳で死去していた。だがラモスはこのことを選手に伝えず、帰国もしないで指揮を執り続けた。
2008年よりエグゼクティブディレクター（ED）として東京Vのフロントに入った。Jリーグの選手経験者として初となるクラブ経営者として、注目を集めた。2008年4月からは常務取締役を兼務した。2009年4月に同職を退任すると、5月には東京Vスーパーバイザーという肩書に就任したが、同年末の契約切れと共にこれも退任した。
2009年、4年ぶりにビーチサッカー日本代表の監督に就任した。元サッカー日本代表の前園真聖らを代表に加え、11月にアラブ首長国連邦・ドバイで開催された2009 FIFAビーチサッカーワールドカップではグループステージを1位で通過したが、ポルトガルに破れベスト8となった。2011年、イタリア・ラベンナで開催された2011 FIFAビーチサッカーワールドカップでは3戦全敗でグループ最下位に終わった。2013年、フランス領ポリネシア・タヒチで開催された2013 FIFAビーチサッカーワールドカップではグループDを2位で通過したが、決勝トーナメント初戦でブラジルに敗れベスト8となった。
2014年1月17日、FC岐阜と監督契約に基本合意した。2014年1月21日に監督契約を締結した。
2015年、長男のラモス・ファビアノがFC岐阜SECONDの監督に就任した。
2016年7月にFC岐阜の監督を解任となった。
2018年2月、3度目となるビーチサッカー日本代表監督に就任した。2019年12月、ビーチサッカー日本代表監督を退任した。2020年2月、東京ヴェルディのチームダイレクターに就任した。

### 日本代表
1990年アジア競技大会で横山謙三が指揮する日本代表に初選出されると、1991年のキリンカップ初優勝に貢献した。1992年にオランダ出身のハンス・オフトが監督に就任すると、ブラジル流サッカーを信奉するラモスが、規律と組織を重視するオフトの指導法への批判をマスコミ上で展開したため、一時期代表を外されそうになる危機となった。1992年9月26日、オフトとの30分程度の個人面談（通訳の為に小倉純二専務理事が同席）で和解した。同年のダイナスティカップ、AFCアジアカップで優勝し、オフトジャパンの頼れる司令塔として1994 FIFAワールドカップ出場を目指すことになった。
日本代表では1993年5月5日、1994 FIFAワールドカップ・アジア予選の1次予選F組第7戦のスリランカ戦で、前半31分に得点し、「36歳85日」の日本代表最年長得点記録(2011年時点)を打ち立てた。同年10月のアジア最終予選では厳しいマークを受けながら奮戦したが、最終戦イラク戦で後半ロスタイムに同点とされ、あと一歩でワールドカップ出場を逃した（ドーハの悲劇）。なお、本人はたとえ本大会出場を果たしたとしても、代表から引退する意思を持っていたと後に語っている。1994年のパウロ・ロベルト・ファルカン新体制では代表招集を辞退した。監督が加茂周に代わると代表に復帰し、1995年8月9日に国立競技場で行われた親善試合日本対ブラジル戦が事実上の日本代表引退試合となった。
1997年、ビーチサッカー日本選抜を編成し、1997年ビーチサッカー世界選手権に出場した。
また、サッカー引退直後の1999年2月、フットサル日本代表に招集された。ラモスの加入により、知名度の低いフットサル日本代表への関心が高まった。同年3月、マレーシアで開かれた第1回AFCフットサル選手権に主将として出場し、4位となった。

### その他の活動
引退後は評論家として活動し、一時期は試合の解説業も行っていた。
2000年にブラジル政府より「リオ・ブランコ勲章」を受勲された。
2002年、連続テレビ小説『さくら』に居酒屋の主人役で出演した。
2016年12月29日にラモスは自宅で倒れ、緊急搬送された。検査の結果脳梗塞と診断された。2017年1月6日からリハビリを開始したが、同24日にはリハビリテーション病院へ転院し、2月14日に退院を果たした。
2018年8月1日、第15回日本サッカー殿堂へ掲額されることが発表された。
2018年からLDH JAPANに所属している。
音楽活動では『PAGODE DO RAMOS』（パゴッジ・ド・ラモス）を結成し、主にブラジル料理店やブラジル人向けイベントにて演奏を行っている。

## 人物
1977年に来日し、1989年に日本に帰化している。1984年に結婚した初音夫人との間に1男1女。左肩に妻の名前とハートマークに弓矢の刺さったタトゥーを施しており、Jリーグ開幕前後に多数あったスポーツニュース系番組での密着取材の際に愛情の証としてたびたび披露していた。
2011年7月19日、最愛の妻であった初音が日本女子サッカーW杯の優勝を見届け、夫のビーチサッカーも世界一になるようエールを送った後に転移性肝ガンのため、東京都内の病院で52歳という若さで他界。ラモスは初音の最期を看取った際、言葉を発することなく大きなショックを受けた。ラモスの希望により、初音夫人の葬儀・告別式は2人の結婚式が行われた聖イグナチオ教会で7月22日に行われた。当初は再婚しないと語っていたものの、2015年11月に2度目の結婚。

### 帰化した経緯
ラモスの自著である『ラモスの黙示録』によれば、来日当初のラモスは日本人になるとは全く考えておらず、来日した正直な理由はお金のためだった。その後日本で長く暮らし日本人女性と結婚したものの、読売クラブのコーチから帰化を勧められた際には、自身の人生がクラブ事情（外国人枠）と天秤にかけられているように感じて初めはムッとした。帰化を決意したきっかけは一人娘である妻やその家族のためであると述べている。
2016年のインタビューでは帰化の経緯について少し違う話が出ている。ある監督がブラジルに帰るとき、一緒に行こうと誘いを受けた。しかしラモスの妻は一人娘で連れていくわけには行かない。所属している読売クラブは、ラモスが1年間出場停止になったりバイクで大怪我をしたときにラモスを守ってくれた。ラモスにとって読売クラブは自分のファミリーだった。監督からは「じゃあクラブに恩返ししなさい。帰化したら外国人枠が1つ増える」と言われた。母から人に恩返しすることを教えられていたこともあって、読売クラブへの最後の恩返しとして帰化することにした。
いずれにしても、帰化した時点では日本代表に選ばれるとも思っていなかったため、日本代表に初招集されたときには、夢のようで嬉しくて涙がこぼれたとも述べ、もうブラジル人ではなく日本人になったのだと実感したと語っている。

### 日の丸
「日の丸」への愛着をたびたび語っている。自著『ラモスの黙示録』では3ページにわたって日の丸への思いをつづり、国を代表し家族や仲間のために日の丸を背負ったからこそ、頑張れたと述べている。ラモスが初めて日本代表に招集された当時の代表ユニフォームには日の丸がどこにもなく、左胸にJFAのシンボルマークである「カラス（八咫烏）エンブレム」だけであったが、選手達の発案により左腕に日の丸が入るようになった。ドーハでのイラン戦の際、国歌斉唱が終わった直後にユニホームの袖を引き寄せ、日の丸に口づけし気合を入れるラモスの映像がテレビで流れている。2010 FIFAワールドカップの日本代表ユニフォームが発表された際には、自身のブログにおいて「やっと日の丸が胸についた! 最高だ!」と大変喜んでいた。同時に日本代表には青のユニフォームではなく日の丸と同じ赤と白のユニフォームにしてほしいと述べている。

### 読売・ヴェルディへの愛着
読売サッカークラブ（現：東京ヴェルディ1969）に強い愛情を持ち、「読売はオレのサッカー人生そのもの」と述べている。監督との確執で移籍したことはあってもクラブを嫌いになったことはなく、「嫌いになれと言われてもなれない、心底愛しているから」と述べている。日本リーグの二部にいた時代から同クラブを支えており、ラモス自身は「ヴェルディ」ではなく「読売」と呼称している。
読売グループのクラブ運営撤退後、経営危機に陥った東京Vについて、「日本サッカー界の輝ける歴史を作って引っ張ってきたこのチームが消えてなくなってしまうなんてありえない」「心あるお金持ちの人いないのかなあ」とクラブの行く末を案じていた。ラモスと親交があり、大物お笑い芸人であり大金持ちであり大のサッカー好きの明石家さんま氏に対し「5億でヴェルディが買えるヨ。サッカークラブオーナーにならないか」と持ち掛けている。

### 背番号10へのこだわり
読売への愛着同様、背番号10に対してもかなりの愛着を持っており、日本代表は勿論、背番号固定制施行以前も主に10番を背負い（読売時代は長らく背番号8を付けていた。）、ラモスの代名詞とも言える番号だった。その事は他の選手も認識しており、当時ヴェルディのチームメートであったビスマルクは、彼への敬意から、こだわりのあった背番号10ではなく、7番を自ら選択するほどであった（ラモスが日本代表で離脱したときに一度だけ10番をつけている）。日本代表では、1991年から背番号10となりゲームメーカーとして活躍した。

## プレースタイル
プロサッカーコーチ湯浅健二の「闘うサッカー理論」（三交社）では、「ラモスは、フリーランニングの天才」と記述されている。

## 所属クラブ
- 1975年 - 1977年  サージFC
- 1977年 - 1996年  読売クラブ / ヴェルディ川崎
- 1996年 - 1997年  京都パープルサンガ
- 1997年 - 1998年  ヴェルディ川崎

## 個人タイトル
- 日本年間最優秀選手賞　2回（1990年、1991年）
- JSL得点王　2回（1979年、1983年）
- JSLアシスト王　3回（1979年、1991年、1992年）
- JSLベストイレブン　6回（1979年、1983年、1987年、1990年、1991年、1992年）
- JSL東西対抗戦(オールスターサッカー) 最優秀選手賞(MVP)  2回（1980年、1992年）
- Jリーグベストイレブン　2回（1993年、1994年）
- 功労選手賞 （1998年）
- 1993年日本プロスポーツ大賞・殊勲賞

## 個人成績
| 国内大会個人成績 | 国内大会個人成績 | 国内大会個人成績 | 国内大会個人成績 | 国内大会個人成績             | 国内大会個人成績 | 国内大会個人成績 | 国内大会個人成績 | 国内大会個人成績 | 国内大会個人成績 | 国内大会個人成績 | 国内大会個人成績 |
| 年度             | クラブ           | 背番号           | リーグ           | リーグ戦                     | リーグ戦         | リーグ杯         | リーグ杯         | オープン杯       | オープン杯       | 期間通算         | 期間通算         |
| 年度             | クラブ           | 背番号           | リーグ           | 出場                         | 得点             | 出場             | 得点             | 出場             | 得点             | 出場             | 得点             |
| ブラジル         | ブラジル         | ブラジル         | ブラジル         | リーグ戦                     | リーグ戦         | ブラジル杯       | ブラジル杯       | オープン杯       | オープン杯       | 期間通算         | 期間通算         |
| ---------------- | ---------------- | ---------------- | ---------------- | ---------------------------- | ---------------- | ---------------- | ---------------- | ---------------- | ---------------- | ---------------- | ---------------- |
| 1975             | サージ           |                  |                  |                              |                  |                  |                  |                  |                  |                  |                  |
| 1976             | サージ           |                  |                  |                              |                  |                  |                  |                  |                  |                  |                  |
| 1977             | サージ           |                  |                  |                              |                  |                  |                  |                  |                  |                  |                  |
| 日本             | 日本             | 日本             | 日本             | リーグ戦                     | リーグ戦         | JSL杯/ナビスコ杯 | JSL杯/ナビスコ杯 | 天皇杯           | 天皇杯           | 期間通算         | 期間通算         |
| 1977             | 読売             | 8                | JSL2部           | 4                            | 5                | 0                | 0                | 2                | 1                | 6                | 6                |
| 1978             | 読売             | 8                | JSL1部           | -                            | -                | -                | -                | -                | -                | -                | -                |
| 1979             | 読売             | 8                | JSL1部           | 15                           | 14               | 4                | 4                | 0                | 0                | 19               | 18               |
| 1980             | 読売             | 8                | JSL1部           | 15                           | 7                | 2                | 1                | 2                | 1                | 19               | 9                |
| 1981             | 読売             | 8                | JSL1部           | 9                            | 1                | 1                | 0                | 0                | 0                | 10               | 1                |
| 1982             | 読売             | 8                | JSL1部           | 13                           | 1                | 1                | 0                | 3                | 1                | 17               | 2                |
| 1983             | 読売             | 8                | JSL1部           | 14                           | 10               | 0                | 0                | 3                | 1                | 17               | 11               |
| 1984             | 読売             | 8                | JSL1部           | 16                           | 9                | 2                | 2                | 0                | 0                | 18               | 11               |
| 1985             | 読売             | 8                | JSL1部           | 18                           | 7                | 4                | 0                | 2                | 1                | 24               | 8                |
| 1986-87          | 読売             | 10               | JSL1部           | 15                           | 4                | 0                | 0                | 5                | 1                | 20               | 5                |
| 1987-88          | 読売             | 10               | JSL1部           | 17                           | 4                | 0                | 0                | 5                | 1                | 22               | 5                |
| 1988-89          | 読売             | 10               | JSL1部           | 17                           | 3                | 3                | 2                | 3                | 1                | 23               | 6                |
| 1989-90          | 読売             | 10               | JSL1部           | 22                           | 5                | 3                | 3                | 3                | 0                | 28               | 8                |
| 1990-91          | 読売             | 10               | JSL1部           | 21                           | 2                | 2                | 0                | 2                | 0                | 25               | 2                |
| 1991-92          | 読売             | 10               | JSL1部           | 18                           | 2                | 5                | 0                | 5                | 0                | 28               | 2                |
| 1992             | V川崎            | -                | J                | -                            | -                | 8                | 1                | 4                | 1                | 12               | 2                |
| 1993             | V川崎            | -                | J                | 30                           | 4                | 1                | 0                | 1                | 0                | 32               | 4                |
| 1994             | V川崎            | -                | J                | 26                           | 3                | 3                | 0                | 0                | 0                | 29               | 3                |
| 1995             | V川崎            | -                | J                | 23                           | 2                | -                | -                | 0                | 0                | 23               | 2                |
| 1996             | V川崎            | -                | J                | 9                            | 0                | 0                | 0                | -                | -                | 9                | 0                |
| 1996             | 京都             | -                | J                | 10                           | 0                | 9                | 0                | 2                | 2                | 21               | 2                |
| 1997             | 京都             | 10               | J                | 10                           | 0                | 2                | 0                | -                | -                | 12               | 0                |
| 1997             | V川崎            | 10               | J                | 10                           | 0                | 0                | 0                | 2                | 0                | 12               | 0                |
| 1998             | V川崎            | 10               | J                | 29                           | 0                | 1                | 0                | 0                | 0                | 30               | 0                |
| 通算             | ブラジル         | ブラジル         |                  | \|\|\|\|\|\|\|\|\|\|\|\|\|\| |                  |                  |                  |                  |                  |                  |                  |
| 通算             | 日本             | 日本             | J                | 147                          | 9                | 24               | 1                | 9                | 3                | 180              | 13               |
| 通算             | 日本             | 日本             | JSL1部           | 210                          | 69               | 27               | 12               | 33               | 7                | 270              | 88               |
| 通算             | 日本             | 日本             | JSL2部           | 4                            | 5                | 0                | 0                | 2                | 1                | 6                | 6                |
| 総通算           | 総通算           | 総通算           | 総通算           | \|\|\|\|\|\|\|\|\|\|\|\|\|\| |                  |                  |                  |                  |                  |                  |                  |

・JSL東西対抗戦（オールスターサッカー）8回出場（1979年、1980年、1984年、1986年、1987年、1988年、1991年、1992年）
・JSL東西対抗戦（オールスターサッカー）3得点（1979年、1984年、1987年）
・JSL東西対抗戦（オールスターサッカー）最優秀選手賞2回（1980年、1992年）
その他の公式戦
- 1990年
  - コニカカップ 5試合2得点
- 1991年
  - コニカカップ 1試合0得点
- 1992年
  - ゼロックス・チャンピオンズ・カップ 2試合0得点
- 1993年
  - Jリーグチャンピオンシップ 2試合0得点
- 1994年
  - サンワバンクカップ 1試合0得点
  - XEROX SUPER CUP 1試合0得点
  - Jリーグチャンピオンシップ 2試合1得点
- 1995年
  - Jリーグチャンピオンシップ 1試合0得点

## 代表歴

### 出場大会など
サッカー
- 1990年アジア競技大会
- 1991年 キリンカップ`91
- 1992年 ダイナスティカップ1992
- 1992年 アジアカップ1992
- 1993年 アジア・アフリカネーションズカップ
- 1993年 1994 FIFAワールドカップ・アジア予選
- 1995年 キング・ファハド・カップ1995

フットサル

### 試合数
- 国際Aマッチ 32試合 1得点(1990年 - 1995年)

| 日本代表 | 国際Aマッチ | 国際Aマッチ |
| 年       | 出場        | 得点        |
| -------- | ----------- | ----------- |
| 1990     | 3           | 0           |
| 1991     | 2           | 0           |
| 1992     | 10          | 0           |
| 1993     | 14          | 1           |
| 1994     | 0           | 0           |
| 1995     | 3           | 0           |
| 通算     | 32          | 1           |

### 出場
| No. | 開催日         | 開催都市     | スタジアム                         | 対戦相手         | 結果        | 監督           | 大会                         |
| --- | -------------- | ------------ | ---------------------------------- | ---------------- | ----------- | -------------- | ---------------------------- |
| 1.  | 1990年09月26日 | 北京         |                                    | バングラデシュ   | ○3-0        | 横山謙三       | アジア大会                   |
| 2.  | 1990年09月28日 | 北京         |                                    | サウジアラビア   | ●0-2        | 横山謙三       | アジア大会                   |
| 3.  | 1990年10月01日 | 北京         |                                    | イラン           | ●0-1        | 横山謙三       | アジア大会                   |
| 4.  | 1991年06月02日 | 山形県       | 山形県総合運動公園陸上競技場       | タイ             | ○1-0        | 横山謙三       | キリンカップ                 |
| 5.  | 1991年07月27日 | 長崎県       | 長崎県立総合運動公園陸上競技場     | 韓国             | ●0-1        | 横山謙三       | 日韓定期戦                   |
| 6.  | 1992年05月31日 | 東京都       | 国立霞ヶ丘競技場陸上競技場         | アルゼンチン     | ●0-1        | ハンス・オフト | キリンカップ                 |
| 7.  | 1992年08月22日 | 北京         |                                    | 韓国             | △0-0        | ハンス・オフト | ダイナスティカップ           |
| 8.  | 1992年08月24日 | 北京         |                                    | 中華人民共和国   | ○2-0        | ハンス・オフト | ダイナスティカップ           |
| 9.  | 1992年08月26日 | 北京         |                                    | 北朝鮮           | ○4-1        | ハンス・オフト | ダイナスティカップ           |
| 10. | 1992年08月29日 | 北京         |                                    | 韓国             | △2-2(PK4-2) | ハンス・オフト | ダイナスティカップ           |
| 11. | 1992年10月30日 | 広島県       | 広島県立びんご運動公園陸上競技場   | アラブ首長国連邦 | △0-0        | ハンス・オフト | アジアカップ                 |
| 12. | 1992年11月01日 | 広島県       | 広島広域公園陸上競技場             | 北朝鮮           | △1-1        | ハンス・オフト | アジアカップ                 |
| 13. | 1992年11月03日 | 広島県       | 広島広域公園陸上競技場             | イラン           | ○1-0        | ハンス・オフト | アジアカップ                 |
| 14. | 1992年11月06日 | 広島県       | 広島県総合グランドメインスタジアム | 中華人民共和国   | ○3-2        | ハンス・オフト | アジアカップ                 |
| 15. | 1992年11月08日 | 広島県       | 広島広域公園陸上競技場             | サウジアラビア   | ○1-0        | ハンス・オフト | アジアカップ                 |
| 16. | 1993年04月08日 | 愛知県       | 神戸総合運動公園ユニバー記念競技場 | タイ             | ○1-0        | ハンス・オフト | ワールドカップ予選           |
| 17. | 1993年04月11日 | 東京都       | 国立霞ヶ丘競技場陸上競技場         | バングラデシュ   | ○8-0        | ハンス・オフト | ワールドカップ予選           |
| 18. | 1993年04月15日 | 東京都       | 国立霞ヶ丘競技場陸上競技場         | スリランカ       | ○5-0        | ハンス・オフト | ワールドカップ予選           |
| 19. | 1993年04月18日 | 東京都       | 国立霞ヶ丘競技場陸上競技場         | アラブ首長国連邦 | ○2-0        | ハンス・オフト | ワールドカップ予選           |
| 20. | 1993年04月28日 | ドバイ       |                                    | タイ             | ○1-0        | ハンス・オフト | ワールドカップ予選           |
| 21. | 1993年04月30日 | ドバイ       |                                    | バングラデシュ   | ○4-1        | ハンス・オフト | ワールドカップ予選           |
| 22. | 1993年05月05日 | ドバイ       |                                    | スリランカ       | ○6-0        | ハンス・オフト | ワールドカップ予選           |
| 23. | 1993年05月07日 | アル・アイン |                                    | アラブ首長国連邦 | △1-1        | ハンス・オフト | ワールドカップ予選           |
| 24. | 1993年10月04日 | 東京都       | 国立霞ヶ丘競技場陸上競技場         | コートジボワール | ○1-0(延長)  | ハンス・オフト | アフロ・アジア選手権         |
| 25. | 1993年10月15日 | ドーハ       |                                    | サウジアラビア   | △0-0        | ハンス・オフト | ワールドカップ予選           |
| 26. | 1993年10月18日 | ドーハ       |                                    | イラン           | ●1-2        | ハンス・オフト | ワールドカップ予選           |
| 27. | 1993年10月21日 | ドーハ       |                                    | 北朝鮮           | ○3-0        | ハンス・オフト | ワールドカップ予選           |
| 28. | 1993年10月25日 | ドーハ       |                                    | 韓国             | ○1-0        | ハンス・オフト | ワールドカップ予選           |
| 29. | 1993年10月28日 | ドーハ       |                                    | イラク           | △2-2        | ハンス・オフト | ワールドカップ予選           |
| 30. | 1995年01月06日 | リヤド       |                                    | ナイジェリア     | ●0-3        | 加茂周         | インターコンチネンタル選手権 |
| 31. | 1995年05月21日 | 広島県       | 広島広域公園陸上競技場             | スコットランド   | △0-0        | 加茂周         | キリンカップ                 |
| 32. | 1995年08月09日 | 東京都       | 国立霞ヶ丘競技場陸上競技場         | ブラジル         | ●1-5        | 加茂周         | サン・スパークカップ         |

### 得点数
| # | 開催日         | 開催地 | 会場 | 相手       | 結果 | 大会               |
| - | -------------- | ------ | ---- | ---------- | ---- | ------------------ |
| 1 | 1993年05月05日 | ドバイ |      | スリランカ | ○6-0 | ワールドカップ予選 |

## 指導歴
- 2001年5月 - 2002年10月 沖縄かりゆしFC：テクニカルディレクター
- 2005年 ビーチサッカー日本代表：監督
- 2005年9月 - 同年12月 柏レイソル：コーチ
- 2006年 - 2007年 東京ヴェルディ1969：監督
- 2009年 - 2013年 ビーチサッカー日本代表：監督
- 2014年 - 2016年7月 FC岐阜：監督
- 2018年 - 2019年12月 ビーチサッカー日本代表：監督

### 監督成績
| 年度   | 所属   | クラブ | リーグ戦 | リーグ戦 | リーグ戦 | リーグ戦 | リーグ戦 | リーグ戦 | カップ戦   | カップ戦  | 備考                   |
| 年度   | 所属   | クラブ | 順位     | 試合     | 勝点     | 勝       | 分       | 敗       | ナビスコ杯 | 天皇杯    | 備考                   |
| ------ | ------ | ------ | -------- | -------- | -------- | -------- | -------- | -------- | ---------- | --------- | ---------------------- |
| 2006   | J2     | 東京V  | 7位      | 48       | 71       | 21       | 8        | 19       | -          | 3回戦敗退 |                        |
| 2007   | J2     | 東京V  | 2位      | 48       | 89       | 26       | 11       | 11       | -          | 3回戦敗退 |                        |
| 2014   | J2     | 岐阜   | 17位     | 42       | 49       | 13       | 10       | 19       | -          | 2回戦敗退 |                        |
| 2015   | J2     | 岐阜   | 20位     | 42       | 43       | 12       | 7        | 23       | -          | 2回戦敗退 |                        |
| 2016   | J2     | 岐阜   | 18位     | 24       | 24       | 7        | 3        | 14       | -          | -         | 解任（24節）時点の成績 |
| J2通算 | J2通算 | J2通算 | -        | 180      | -        | 79       | 39       | 86       |            |           |                        |

## サッカー以外での受賞歴
- アクアピースゴールデンハート賞（2002年） ※アクアピースネットワーク主催[77]

## 出演

### テレビ番組
- TBS（JNN)系列　S・１（エス・ワン）　スポーツ番組
- TBS（JNN）系列『みのもんたの朝ズバッ!』（みのもんたのあさズバッ!）

　　　　　　　　＜FIFAワールドカップ南アフリカ2010大会コメンテーター）
- TBS（JNN)系列『炎の体育会TV』FK対決

2013年テレビ出演
- NTV　ナイナイアンアサー3時間スペシャル（2月26日OA)
- NHK　サッカープラネットスペシャル（3月24日OA)
- TBS　炎の体育会TV3時間スペシャル（4月6日OA)
- NHK　週刊深読み「Jリーグ20周年」（5月OA)
- NHK　NHKアーカイブ「Jリーグを創った男たち(5月OA)

2014年
- NHK BS-1スペシャル「体感!ブラジルサッカー紀行」（1月放送　レポーター）
- TBS バースディ「密着！ラモス瑠偉・FC岐阜再建への挑戦」（3月OA）
- テレビ朝日 モーニングバード「」（5月OA)
- BS TBS SAYONARA KOKURITSU「Jリーグ開幕」（5月31日OA)
- NHK ゆうどき「人生ドラマティック」（6月OA)
- フジテレビ FIFAワールドカップブラジル大会・ディリーハイライト（スペシャルコメンテーター)
- 日本テレビ FIFAワールドカップブラジル大会・ディリーハイライト（スペシャルコメンテーター)
- TBS FIFAワールドカップブラジル大会・ディリーハイライト（スペシャルコメンテーター)
- TBS　あさチャンFIFAワールドカップコーナー
- フジテレビ　ワンダフルライフ（7月20日OA)

### CM
- 永谷園「Jリーグカレー」
  - 本品を食べたマサオ少年が瞬く間にラモスへ（モーフィングにより）変貌する内容のCM。
- 永谷園「Jリーグふりかけ」
  - 上記とほぼ同じで、ふりかけご飯を食べた子供達がラモスと同じの髪型に変化してしまう。
- 永谷園「お茶づけ海苔」
  - ホットドッグを食べに行こうとするサッカー少年たちに「日本人ならお茶漬けやろが！」と怒るCM。
- 永谷園「煮込みラーメン」
  - 和田アキ子と共演。
- 国際デジタル通信「0061」
- 東芝「BAZOOKA」
- 興和「バンテリン」
  - 「こっちにはバンテリンがあるよ。これは有利です」（2002 FIFAワールドカップ直前）
- 久光製薬「エアーサロンパス」
  - ヴェルディ川崎の選手在籍時に収録し、当時のヴェルディがリーグ戦で使用していたユニフォームを着用して撮影した。しかし直後に京都パープルサンガへ移籍。ユニフォームの色をコンピュータ処理で京都のチームカラーの紫に着色した。
- ダスキン「ミスタードーナツ」
  - リカちゃんとのコラボレーション（2006年6月）
- ダイハツ・テリオスキッド
- ホンダ・バモス
  - 『バモス×ラモス篇』栗山かほりと共演（2007年2月 - ）
- パチンコ・ABC（静岡県内のみの放映）
- ミロク情報サービス
- ソフトバンク（2010 FIFAワールドカップ直前）
- ユニクロ「ステテコ」（2013 古き良い日本の良さ）
- 青山メインランド（不動産会社）
- スクウェア・エニックス「星のドラゴンクエスト（2017年）[78]
- サントリー DAKARAやさしいルイボス『ルイボスダンス ラモス瑠偉』篇（2023年）草彅剛と共演

### 映画
- シュート!
- バブルへGO!! タイムマシンはドラム式
  - 両作品とも本人役（カメオ出演）

### テレビドラマ
- 連続テレビ小説（NHK）
  - 「さくら」（2002年） - レオナルド役
  - 「おむすび」第105回（2025年2月28日） - 本人役
- 孤独のグルメ Season9 第3話（2021年7月24日、テレビ東京） - 外国人客 役

### テレビゲーム
- ラモス瑠偉のワールドワイドサッカー（1994年、スーパーファミコン、パック・イン・ビデオ）

ラモスのみの権利が取得されたことからか、ゲームにおいてはラモスのみが実名で登場しているが、試合中に当のラモスのビジュアルはない。メニュー周りはすべてビジュアルアイコンだが、説明書を見ないと理解できない不親切設計。さらに、試合中はボールを持っている選手が奥に攻めるように画面がぐるぐる回る不便な仕様となっている。